# Guia Lopes da Laguna
Guia Lopes da Laguna là một đô thị thuộc bang Mato Grosso do Sul, Brasil. Đô thị này có diện tích 1210,472 km², dân số năm 2007 là 10182 người, mật độ 8,41 người/km².